# Fiorentina Baseball
La Fiorentina Baseball è una società italiana di baseball con sede a Firenze, vincitrice di uno scudetto nella stagione 1949 e militante in Serie A.

## Storia
Il 24 settembre 1947 viene fondata la società Firenze Baseball Club. Seppur giovane il team guadagnerà subito la ribalta del baseball italiano conquistando lo scudetto nel 1949.
Nel 1955 Firenze vedrà la nascita una nuova società di baseball, il Lions B.C. Nel gennaio 1981 dalla fusione di queste due società nascerà la Fiorentina Baseball.
Nelle file del team fiorentino hanno trovato posto anche due giocatori provenienti dalla MLB: Kirk McCaskill e Alan Holmsted. Con I Lancers B.C. fanno il derby Fiorentino.

## Formazione Campione d'Italia 1949
B. C. Firenze campione d'Italia del 1949 con la seguente formazione: Giuseppe Bacci, Enzo Strina, Angelo Nino Bongiovanni, Sergio Palmieri, Mario Cristin, Luigi Fattori, Franco Frasconi, Egisto Carozzi, Sergio Manetti, Sergio Masini, Clarence Burks, Alberto Seminara, Giampiero De Pasquale, Emilio Ronzani.

## Franchigia con Arezzo
Il 3 gennaio 2010 è stato presentato alla stampa il progetto di franchigia tra Fiorentina Baseball ed Arezzo Baseball. Si tratta di una fusione tra le due società, le quali concorrono con un unico team al campionato di serie A federale 2010 con una franchigia che prende il nome dello sponsor Banca Etruria ed iscrivendo un secondo team al campionato di serie C federale 2010. Le due compagini potranno formare due roster e partecipare a due campionati anche in serie differenti, scambiandosi i giocatori in qualunque momento nel corso della stagione. Tale franchigia verrà sciolta già a partire dall'anno successivo e Fiorentina Baseball darà vita ad una profonda ristrutturazione iscrivendo nel 2011 un unico team al campionato di serie c.

## Franchigia Firenze
Nell'ottica intrapresa di riorganizzazione la Fiorentina Baseball, nel 2013, formerà con le società Fiorentina Baseball, Junior Firenze B.C., Antella Baseball e Chianti Baseball, la Franchigia Firenze con lo scopo di sviluppare e formare un settore giovanile ed evitare la dispersione di giovani talenti locali.
Le partite casalinghe sono disputate allo Stadio Cerreti di Firenze, recentemente ristrutturato e che ha ospitato la partita inaugurale dell'Italia, il 13 settembre 2009 contro Taipei, al Campionato mondiale di baseball 2009 la cui fase finale si è tenuta appunto in Italia.
Dal 2019, la franchigia composta da Fiorentina baseball e Chianti baseball, gareggia nel campionato di serie C.

## Cronistoria presenze in Serie A
Da quando la Serie A di baseball disputa i play-off.
| 86 | 87 | 88 | 89 | 90 | 91 | 92 | 93 | 94 | 95 | 96 | 97 | 98    |
| -- | -- | -- | -- | -- | -- | -- | -- | -- | -- | -- | -- | ----- |
| 4B | 5A | -  | 4B | 6B | 6B | 6B | -  | -  | -  | -  | 8  | [ 8 ] |

| 99 | 00 | 01 | 02 | 03 | 04 | 05 | 06 | 07 | 08 | 09 | 10 |
| -- | -- | -- | -- | -- | -- | -- | -- | -- | -- | -- | -- |
| -  | -  | -  | 8  | 10 | -  | -  | -  | -  | -  | -  | -  |

## Palmarès
- Campionati italiani: 1

1949
- Coppe Italia: 1

1984